# 泉眼岭乡
泉眼岭乡，是中华人民共和国吉林省四平市梨树县下辖的一个乡镇级行政单位。

## 行政区划
泉眼岭乡下辖以下地区：
西泉村、东泉村、蒋机房村、新发堡村、玻璃城子村、南泉村、小房身村、东洼子村和常青村。

## 地理位置
泉眼岭乡约94.6平方公里，拥有6929公顷耕地面积。
泉眼岭乡坐落在吉林省梨树县城的北部，泉眼岭乡政府位于西泉村，距离梨树县城约29公里左右。
泉眼岭乡东南方向、正南方向与万发镇相接；西南方向、正西方向与榆树台镇为邻；西北方向、正北方向和四平辽河农恳管理区地接，同时东北方向、正东方向与金山乡相连。
泉眼岭乡约20700人口，拥有九个行政村，分别是东泉村、西泉村、南泉村、蒋机房村、新发卜村、东洼子村、常清村、小房身村、玻璃城子村。